# حابس الشبيب
حابس ركاد الشبيب العظامات
من مواليد الأردن - محافظة المفرق /المنارة عام 1970 ويحمل شهادة الدكتوراه في القانون العام.

## أعماله ومناصبه
عمله والمناصب التي استلمها:
1. عمل موظف في وزارة الداخلية.
2. انتخب عضوا في مجلس النواب الأردني الخامس عشر عام 2007.
3. انتخب عضوا في مجلس النواب الأردني السادس عشر عام 2010.
4. عضو التيار الوطني الحر.
5. الناطق الإعلامي للتيار الوطني الحر في مجلس النواب الأردني السادس عشر.
6. رئيس فخري لنادي أم القطين الرياضي.
7. انتخب عضوا في مجلس النواب الأردني السابع عشر عام 2012.
8. انتخب عضوا في مجلس النواب الأردني الثامن عشر لعام 2016.
9. انتخب عضوا في مجلس النواب الأردني التاسع عشر لعام2020.
10. رئيس التنفيذي لشركات ركاد البادية المساهمة .